# Elisabeth Pinedo
Elisabeth „Eli“ Pinedo Sáenz (* 13. Mai 1981 in Amurrio) ist eine ehemalige spanische Handballspielerin.

## Karriere
Elisabeth Pinedo spielte bis 2004 in Donostia-San Sebastián beim BM Bera Bera, in der Saison 2004/05 beim CB Amadeo Tortajada und anschließend bis 2007 bei Astroc Sagunto. Von 2007 bis 2010 stand die 1,75 Meter große Linksaußen beim SD Itxako unter Vertrag, mit dem sie 2009 den EHF-Pokal sowie 2009 und 2010 die Meisterschaft gewann. Nachdem sie in der Saison 2010/11 beim dänischen Erstligisten HC Odense gespielt hatte, lief sie ab 2011 wieder für BM Bera Bera auf. Mit Bera Bera gewann sie 2013, 2014, 2015 und 2016 die Meisterschaft.
Pinedo gehörte zum Kader der Spanischen Nationalmannschaft, für die sie 201 Länderspiele bestritt. Mit Spanien gewann sie bei der Europameisterschaft 2008 in Mazedonien die Silbermedaille sowie bei der Weltmeisterschaft 2011 in Brasilien und den Olympischen Spielen 2012 in London jeweils Bronze. 2014 gewann sie bei der Europameisterschaft die Silbermedaille. Weiterhin nahm sie an den Olympischen Spielen 2016 in Rio de Janeiro teil. Nach der Olympiade 2016 beendete sie ihre Karriere.

## Privates
Ihre Schwester Patricia Pinedo spielt ebenfalls Handball.